# 広島電鉄1080形電車
広島電鉄1080形電車（ひろしまでんてつ1080かたでんしゃ）は、1977年から運行された広島電鉄宮島線専用の電車である。
阪急電鉄からの譲渡車両であり、低床の路面電車である同社市内線車両に対し、特に「高床車」として区別された宮島線専用の通常型電車の一系列であった。

## 概要
阪急210系電車のうち、制御電動車の211・212を1977年1月に譲受したものである（中間車の261は解体）。阪急電鉄から広島電鉄への譲渡は、阪急500形→広電1070形に続く2例目である。阪急京都線系統の車両では阪急移管後唯一の他社への譲渡車両である。
車番は1081・1082となり、入線にあたり扉の移設を行ったほか、偶数車に予備のパンタグラフを設置した。塗装は腰部をオレンジバーミリオン、窓まわりをクリーム色、ウインドシル部をマルーンとした。
終始宮島線で運用されたが、1989年に廃車となり、全車解体された。

## 各車状況
| 車番 | 阪急時代 車番 | 阪急建造  | 広電入線      | 廃車           |
| 1081 | 212           | 1956年5月 | 1977年1月31日 | 1989年11月15日 |
| 1082 | 211           | 1956年5月 | 1977年1月31日 | 1989年11月15日 |